# Обработка почвы
Обрабо́тка по́чвы — приёмы механического воздействия на почву, способствующие повышению её плодородия и созданию лучших условий для роста и развития растений. Является элементом системы земледелия.

## Историческая периодизация
Исторически можно выделить следующие технологии обработки почвы:

### Посев в лунки
Самый примитивный способ земледелия, при котором почва не обрабатывается. В земле заострённой палкой протыкаются лунки, куда закладываются семена.

### Обработка сохой
При данном способе земледелия производится боронование земли сохой. Пласт почвы при этом не переворачивается, а сдвигается в сторону.

### Плужная обработка почвы
Вспашка производится отвальным плугом, при этом пласт почвы переворачивается. Одним из негативных последствий вспашки является эрозия почвы.

### Минимальная обработка почвы
Под минимальной понимают научно обоснованную обработку почвы, обеспечивающую снижение энергетических и трудовых затрат путём уменьшения числа, глубины и обрабатываемой площади поля, а также совмещения и выполнения нескольких технологических операций (рыхление, уплотнение почвы, внесение удобрений, гербицидов, посев и др.) в одном рабочем процессе.
Разновидностью минимальной обработки почвы является нулевая (или прямой посев), которая предполагает посев в необработанную почву, а против сорняков применяют гербициды. Мульчирующая, консервирующая и другие обработки объединяют различные по интенсивности и глубине технoлoгии плоскорезной, чизельной обработок почвы с сохранением на поверхности поля более 30 % стерни и растительных остатков.
Растительная мульча сокращает потери влаги на испарение, предохраняет почву от перегрева и защищает её от эрозии. Поэтому минимальную обработку считают и почвозащитной.
Необходимость минимализации обработки почвы обусловливается снижением энергетических и трудовых затрат на её выполнение. Интенсификация земледелия предусматривает увеличение мощности тракторов, ширины захвата орудий, но вместе с этим возрастают их масса и давление на почву. Применение в севооборотах интенсивной обработки с преобладанием ежегодной вспашки приводит к активизации деятельности микроорганизмов, ускоряющих разложение гумуса.
Возрастающее механическое воздействие на почву влечёт за собой ряд негативных явлений. Во-первых, механическая обработка почвы поглощает около 40 % энергетических и свыше 25 % трудовых затрат в земледелии. Во-вторых, возрастающее механическое давление на почву, как вследствие возрастания массы движителей, так и частоты движения агрегатов по полю резко усилило деградацию почвы: плотность почвы и её сопротивление обработке резко возросли, содержание гумуса в почве за последние 60 лет снизилось на 25 — 30 % и усилились эрозионные процессы. В-третьих, хотя механическое воздействие на почву за последние 20 лет возросло в 3,5 раза, урожайность культур от переуплотнения почв снизилась на 12 — 30 %. Эти и другие отрицательные явления резко повысили актуальность минимализации обработки почвы в современном земледелии.
Основные пути такой минимизации состоят в следующем:
— сокращение числа обработок вследствие выполнения их при оптимальном физическом состоянии почвы;
— уменьшение глубины обработки почвы при использовании агротехнически обоснованного чередования глубоких и поверхностных приёмов;
— совмещение ряда технологических операций за один проход агрегата;
— уменьшение площади обрабатываемой поверхности за счёт широкого использования пестицидов на остальной площади;
— использование движителей и почвообрабатывающих орудия с минимальным удельным давлением на почву.
Однако реализация этих путей в практике земледелия возможна и соблюдении определённых условий:
— формирование равновесной плотности почвы соответственно оптимальной плотности для культур (для зерновых — 1,1-1,3, для пропашных — 1,0—1,2);
— поддержание общей пористости почвы на уровне не менее 50 —55 % и пористости аэрации более 15 —20 %;
— обеспечение водопроницаемости почвы (не менее 60 мм/ч);
— сохранение полевой влагоёмкости почвы на уровне около 30-33 %;
— поддержание водопрочных агрегатов макроструктуры на уровне не выше 40 %;
— формирование мощности пахотного слоя не менее 20 — 22 см;
— сдерживание обилия вредных организмов в агрофитоценозе на уровне ниже экономического порога вредоносности.
Для минимализации обработки почвы широко применяют как орудия для рыхления всего пахотного слоя и его поверхностной обработки (КПП-2,2; КПГ-250; БМШ-15; КШ-3,8 А; БИГ-1 и др.), так и комбинированные орудия и агрегаты (РВК-3,б1 АПК-2,5; ЛДС-6; СЗС-2,21).
Обоснованием минимализации обработки почвы, также является то, что хорошо оструктуренные (бесструктурные) чернозёмные, тёмно-серые лесные, каштановые, а также почвы лёгкого механического состава имеют благоприятные для роста растений агрофизические свойства и не требуют интенсивной механической обработки. Кроме того, на этих почвах при широком применении гербицидов можно сократить число междурядных рыхлений в посевах пропашных культур (картофель, сахарная свёкла и др.).
Минимальную обработку почвы применяют в зависимости от почвенно-климатических условий, биологических особенностей возделываемых культур и степени засорённости посевов. Например: на хорошо окультуренных и чистых от сорняков почвах в системе обработки почвы под озимые и яровые зерновые культуры глубокое рыхление может быть заменено поверхностной обработкой.
Недостатком приёмов минимализации обработки почвы является ухудшение фитосанитарного состояния почвы: повышенная засорённость посевов, поражаемость культур болезнями и вредителями. Снижение при этом темпов минерализации гумуса ухудшает обеспеченность культур азотом, особенно после стерневых предшественников, что требует дополнительного внесения азотных удобрений.

### Нулевая обработка почвы
Система нулевой обработки почвы (также известная как No-Till) — современная система земледелия, при которой грунт не пашется, а поверхность почвы укрывается пластом специально измельчённых остатков растений — мульчей. Поскольку верхний пласт грунта не повреждается, такая система земледелия предотвращает водную и ветровую эрозию почвы, а также значительно лучше сохраняет воду.

## Прочие способы обработки почвы
- Лущение — мелкая обработка почвы, заключающаяся в поверхностном рыхлении, подрезании сорняков и частичном оборачивании почвы.
- Мульчирование — поверхностное покрытие почвы мульчёй. Мульчирование является одним из наиболее эффективных способов поддержания здоровья растений.
- Культивация — рыхление почвы при помощи культиваторов.
- Дискование
- Фрезерование[1][2]
- Боронование